# Бофрон, Луи де
Луи де Бофрон (фр. Louis de Beaufront, имя при рождении Луи Шевро; 3 октября 1855, Париж — 8 января 1935, Тези-Глимон) — первый французский эсперантист, автор искусственного языка идо.
Де Бофрон познакомился с эсперанто в 1888 году, в 1889 году основал общество эсперантистов (фр. Société Pour la Propagation de l'Espéranto), активно способствовал популяризации языка в Западной Европе, в особенности на родине во Франции. В 1900 году написал Комментарий к грамматике эсперанто (фр. Commentaire sur la grammaire de la Langue Internationale Esperanto). Также попутно занимался разработкой адьюванто, который называют прото-идо.
В 1907 году Луи де Бофрон представил Делегации для введения единого международного вспомогательного языка проект языка идо, созданный на основе эсперанто. В дальнейшем преимущественно занимался идо, в 1925 году издал его детальный грамматический справочник Kompleta Gramatiko Detaloza.